# Le Dos au mur (film, 1981)
Pour les articles homonymes, voir Le Dos au mur.
Pour plus de détails, voir Fiche technique et Distribution.
Le Dos au mur est un film documentaire français réalisé par Jean-Pierre Thorn et sorti en 1981.

## Synopsis
La grève des ouvriers de l'usine Alsthom de Saint-Ouen, du 10 octobre 1979 au 26 novembre 1979.

## Fiche technique
- Titre : Le Dos au mur
- Réalisation : Jean-Pierre Thorn
- Photographie : Bruno Muel, Robert Millie, Yves Billon, Alain Nahum, Éric Pittard, Nicolas Brunet, Guy-Patrick Sainderichin
- Son : Pierre Excoffier, Patrick Genet, Jean-Pierre Fénié, Claude Ostro, Théo Robichet, Richard Copans
- Montage : Zoé Durouchoux, Jean-Pierre Thorn, Alain Debarnot
- Production : Les Productions de la Lanterne
- Pays de production :  France
- Tournage : octobre 1979 - décembre 1980
- Durée : 105 minutes
- Date de sortie : France - mai 1981